# Бутников, Иван Григорьевич
Иван Григорьевич Бутников (13 декабря 1893, Купянск, Харьковская губерния, Российская империя — 16 февраля 1972) — русский дирижёр и музыкальный педагог.

## Биография
Окончил гимназию в Харькове, затем учился в Харьковской консерватории, в Москве и в Лейпциге. После революции эмигрировал из России в Константинополь, где в скором времени организовал собственный оркестр из 50 музыкантов.
В 1923—1929 гг. преподаватель Афинской консерватории и главный дирижёр её оркестра (совместно с Димитрисом Митропулосом). В 1931—1933 гг. главный дирижёр хора Венская певческая академия. Выступал в Вене и как оркестровый дирижёр: в частности, в 1935 году дирижировал мемориальным концертом к 20-летию со дня смерти Александра Скрябина: прозвучали концерт для фортепиано с оркестром (солист Роланд Раупенштраух) и «Поэма экстаза».
Затем композитор и дирижёр Русского балета Монте-Карло, вместе с которым переехал в США; автор ряда оркестровок и аранжировок («Безумный Тристан» на основе «Тристана и Изольды» Вагнера, с либретто Сальвадора Дали, 1944; па-де-де Джорджа Баланчина на музыку антракта из «Спящей красавицы» Чайковского, 1945; балет Брониславы Нижинской «Брамсовские вариации» по Вариациям на тему Паганини и Вариациям на тему Генделя Иоганнеса Брамса, 1948; симфонии Гарольд в Италии Г. Берлиоза для балета Л. Ф. Мясина «Гарольд в Италии», 1954). Сочинял также и оригинальную музыку — в частности, одноактные балеты по пьесам Теодора Драйзера «Веселящий газ» и «Весенний концерт». В разное время выступал и с другими заметными коллективами — в частности, с Венским симфоническим оркестром, Нью-Йоркским филармоническим оркестром.
В поздние годы частным образом преподавал; среди учеников Бутникова, в частности, американский композитор Кристофер Л. Стоун (известный музыкой к мультсериалу «Чудеса на виражах» и компьютерной игре «Dragon's Lair»).
Был женат на арфистке Марджори Колл.